# Aéro-futurisme
En 1929, la publication du Manifeste de l'aéropeinture (Manifesto dell'Aeropittura) entraîna le rapprochement de l'esthétique fascisante et du développement du futurisme. Cette période est couramment dénommée second futurisme ou l'aéro-futurisme.

## L'esthétique de l'aviation
La période de l'aéro-futurisme, bien que restant fidèle aux principes de Filippo Tommaso Marinetti, utilise abondamment les perspectives aériennes pour célébrer le fascisme. On y retrouve les provocations et conflits larvés propres aux tensions internationales tout autant qu'au culte de la personnalité imposé par Mussolini.
Le tableau de Thayaht (it) (1939) intitulé Il Grande Nocchiere, représente ainsi Mussolini sous la forme d'un robot.
La stratégie de communication fasciste encourageait l'utilisation des modèles classiques pour asseoir sa légitimité à travers une référence à l'Empire romain. Le langage futuriste apporta au régime de Mussolini une approche concise et dynamique en accord avec sa plus récente évolution. Cette esthétique fut déclinée largement dans la publicité, ou plutôt la propagande, dans le graphisme (affiches, timbres...) et même dans la céramique avec la publication du Manifesto futurista della Ceramica e Aereoceramica en 1938.